# Eva Link
Eva Link (* um 1995 in Ottawa, Ontario) ist eine kanadische Schauspielerin und Rockmusikerin.

## Leben
Link wurde Mitte der 1990er Jahre in Ottawa, Ontario geboren. Sie hat eine Schwester. 2019 erlangte sie ihren Bachelor of Arts im Fach llustrationsdesign an der OCAD University. Gemeinsam mit ihrer Schwester spielt sie in der Rockband Triples, für die sie auch als Sängerin auftritt. Mit 17 Jahren gab sie 2012 in der Filmproduktion House at the End of the Street in der Rolle der Carrie Ann ihr Filmschauspieldebüt.
2013 erhielt Link eine größere Rolle im Fernsehfilm Clara’s Deadly Secret. Ein Jahr später stellte sie in fünf Episoden der Miniserie The Best Laid Plans die Rolle der Maryanne dar. 2014 spielte sie außerdem Nebenrollen in den Filmproduktionen American Descent und Eiskalter Engel – Tod im College. 2015 wirkte sie im Katastrophenfilm Blitzschlag – Gefangen im Gewittersturm in der Rolle der Bailey mit. 2016 folgte eine Besetzung im Fernsehfilm Mommy’s Little Girl, 2017 in Awakening the Zodiac. 2018 erhielt sie eine Rollenbesetzung in der Filmproduktion The New Romantic und war im selben Jahr in acht Episoden der Fernsehserie No Easy Days als Alice Reynolds zu sehen. Nach einigen Jahren Auszeit vom Filmgeschäft kehrte sie 2021 für die Fernsehserie Murdoch Mysteries – Auf den Spuren mysteriöser Mordfälle vor die Kamera zurück. In der Fernsehserie spielte sie in drei Episoden die Doppelrolle der Clara Walker/Clara Cartwright.

## Filmografie (Auswahl)
- 2012: House at the End of the Street
- 2013: Clara’s Deadly Secret (Fernsehfilm)
- 2014: The Best Laid Plans (Miniserie, 5 Episoden)
- 2014: American Descent
- 2014: Eiskalter Engel – Tod im College (Dead on Campus)
- 2015: Blitzschlag – Gefangen im Gewittersturm (Deadly Voltage)
- 2016: Mommy's Little Girl (Fernsehfilm)
- 2017: Awakening the Zodiac
- 2018: The New Romantic
- 2018: No Easy Days (Fernsehserie, 8 Episoden)
- 2021: Murdoch Mysteries – Auf den Spuren mysteriöser Mordfälle (Murdoch Mysteries, Fernsehserie, 3 Episoden)